# جمعية مرشدات قبرص
جمعية مرشدات قبرص هي جمعية توجيهية وطنية في قبرص. التوجيهية في قبرص بدأت في 1912 وأصبحت عضوا في الجمعية العالمية للمرشدات وفتيات الكشافة في عام 1962. المنظمة مختلطة وتضم 2763 عضوا (اعتبارا من 2006).